# كارل فريتش (صائغ)
كارل فريتش (بالإنجليزية: Karl Fritsch)‏ هو صائغ ‏ نيوزيلندي، ولد في 1963 في زونتهوفن في ألمانيا.